# Polizei Basel-Landschaft
Die Polizei Basel-Landschaft ist die Kantonspolizei des Kantons Basel-Landschaft. 

## Organisation
Die Baselbieter Kantonspolizei ist in die Abteilungen für Sicherheit, Verkehr und Kriminalität unterteilt. Einsatzzentrale sowie Kommando befinden sich im Kantonshauptort Liestal; Standort der Verkehrspolizei ist Lausen.
- Die Sicherheitspolizei ist Erstanlaufstelle mit über den ganzen Kanton verteilten Polizeiposten mit zwei regionalen Zuordnungen (Ost und West).[1]
- Die Kriminalpolizei befasst sich mit der Verbrechensaufklärung sowie der Schulung, Information und Prävention. Sie führt die Abteilungen Ermittlung, Forensik, Cybercrime und betreibt Beratungsstellen und ein Lage und Informationszentrum. Die Jugend wird speziell betreut.
- Der Verkehrspolizei untersteht nicht nur die Verkehrsaufsicht – sie betreibt auch Verkehrsinstruktion und verwaltet die Administrativmassnahmen.

Mit über 600 Mitarbeitenden ist die Polizei Basel-Landschaft die grösste Dienststelle der Sicherheitsdirektion des Kantons Basel-Landschaft. Grundauftrag der Polizei ist es, für die öffentliche Sicherheit und Ordnung zu sorgen sowie Dienstleistungen im Bereich der Sicherheit zu erbringen.